# Walt Becker
Walter William Becker (Califórnia, 16 de setembro de 1968) é um diretor, roteirista e ator estadunidense conhecido por dirigir os filmes O Dono da Festa (2002), Motoqueiros Selvagens (2007) e Supresa em Dobro (2009).

## Biografia
Becker se formou na USC School of Cinema-Television em 1995. Ele também escreveu o romance Link em 1999, que esteve na lista de best-sellers do LA Times por quatro semanas. O romance é baseado em algumas teorias de Graham Hancock, a quem ele se refere no epílogo.  Ele tem um filho e uma filha com sua esposa, Lindsay.
Em janeiro de 2010, o canal TBS anunciou que faria um episódio piloto de Glory Daze, uma série de comédia dramática centrada na fraternidade, que se passa nos anos 80, criada e escrita por Becker e Michael LeSieur, também teve Becker como diretor.
Em janeiro de 2016, foi noticiado que Becker estava trabalhando com o co-criador de Rome, William J. Macdonald, em um piloto de uma série chamada Storyville, baseado no livro best-seller Empire of Sin de Gary Krist.

## Filmografia
| Ano  | Filme                            | Diretor | Roteirista | Produtor |
| ---- | -------------------------------- | ------- | ---------- | -------- |
| 2000 | Buying the Cow                   | Sim     | Sim        |          |
| 2002 | O Dono da Festa                  | Sim     |            |          |
| 2007 | Motoqueiros Selvagens            | Sim     |            |          |
| 2009 | Surpresa em Dobro                | Sim     |            |          |
| 2011 | O Zelador Animal                 |         |            |          |
| 2015 | Alvin e os Esquilos: Na Estrada  | Sim     |            |          |
| 2020 | Clifford, O Gigante Cão Vermelho | Sim     |            |          |